# فاجی دو آگوا
فاجی دو آگوا (به لاتین: Fajã de Água) یک روستا در دماغه سبز است.